# Мокей Мокрый
Моке́й Мо́крый — день в народном календаре восточных славян, приходящийся на 11 (24) мая. Название дня происходит от имени святого Мокия Амфипольского. По этому дню крестьяне судили о погоде на лето, мужчины приостанавливали посевные работы.

## Другие названия
рус. Мо́кий, Мо́кий Мокрый, Мокий-погодоуказчик,  Мокросей, День обновления Царь-града, Макрида полес. Целагря́д, Целагря́дный день.

## Обряды и поверья
Утром наблюдают восход солнца и погоду. Исходя из наблюдений делают прогнозы на лето: «Мокро на Мокия — жди лета ещё мокрее». «Туман на Мокия — к мокрому лету». «Восход солнца багряный — к грозному, пожарному лету».
Православная церковь отмечает в этот день обновление Царьграда (Константинополя). Народ это событие переосмыслил по-своему. Крестьяне считали, что в этот день происходит празднование Царя-Града, насылающего грозовые тучи и град. Земледельцы считали за грех на «христианский день обновления Царь-града» сеять хлеб, иначе градом побьёт.
Считалось, что в этот день зацветает незабудка. По народному преданию, назван этот цветок так для того, чтобы у людей память сохранялась, чтобы не забывали они своих предков, защитников Отечества, учителей. Незабудку дарили в память о ком-либо из близких. В этот день вспоминали тех, кто оставил по себе добрую память.

## Поговорки и приметы
- Мокро на Мокия — жди лета ещё мокрее[2].
- В день Мокия мокро, все лето мокрое, и наоборот[8].
- На Царя Града не работай, чтобы град не побил полей[12].